# Montot, Côte-d'Or
Montot är en kommun i departementet Côte-d'Or i regionen Bourgogne-Franche-Comté i östra Frankrike. Kommunen ligger i kantonen Saint-Jean-de-Losne som tillhör arrondissementet Beaune. År 2022 hade Montot 205 invånare.

## Befolkningsutveckling
Antalet invånare i kommunen Montot
Referens:INSEE